# 中国共产党中央委员会金融工作委员会
中国共产党中央委员会金融工作委员会，通称中共中央金融工作委员会，简称中央金融工委，是中国共产党中央委员会的派出机关，领导金融系统党的建设工作。该机构首次成立于1998年，并于2003年撤销。2023年3月再次组建中央金融工作委员会。

## 沿革

### 初次设立
1998年，为应对亚洲金融危机，加强党对金融工作的领导，国务院总理朱镕基主导成立了中央金融工委，并由国务院副总理温家宝任书记。从此，该机构成为中国金融改革决策的核心部门，决定着政策走向和主要金融机构领导的人事安排。
1998年5月19日，《中共中央关于完善金融系统党的领导体制，加强和改进金融系统党的工作有关问题的通知》发出，中央决定成立中共中央金融工作委员会（简称中央金融工委）和金融机构系统党委（即中国人民银行，中国证券监督管理委员会，各国有商业银行、政策性银行，交通银行和中国人民保险（集团）公司的党组改为党委）。同时成立中央金融纪律检查工作委员会（简称中央金融纪工委），是中共中央纪律检查委员会的派出机关，接受中央纪委和中央金融工委的双重领导；并成立各金融机构纪委，撤销各金融机构党组纪检组，各金融机构纪委接受同级党委和中央金融纪工委的双重领导。
该通知规定，“中央金融工委书记由国务院副总理兼任，设副书记两名，其中一名副书记主持日常工作。中国人民银行，中国证券监督管理委员会，各国有商业银行、政策性银行，交通银行和中国人民保险（集团）公司党委分管党的工作的副书记及中央金融纪律检查工作委员会书记担任工委委员。中央金融工委书记、副书记和委员列入中央管理。”
1998年6月16日，中共中央政治局委员、中央书记处书记、国务院副总理、中央金融工委书记温家宝主持召开了中央金融工委第一次全体会议，会议通过了《中共中央金融工委工作规则》。1998年6月22日，召开了各金融机构在京单位领导干部大会，大会由中央金融工委副书记阎海旺主持，温家宝到会并讲话，指出中央决定成立中央金融工委和金融机构系统党委，是贯彻落实中共十五大精神，切实加强金融系统党的建设的重要决策。
1998年5月，《中共中央关于完善金融系统党的领导体制 加强和改进金融系统党的工作有关问题的通知》规定，中共中央金融工作委员会是中共中央的派出机关，主要职责是：领导金融系统党的建设工作；保证党的路线、方针、政策和党中央、国务院的有关指示、决定在金融系统贯彻落实；协助中央组织部负责做好金融系统中央管理干部的管理工作；监督金融系统的领导干部贯彻执行党的路线、方针、政策和遵纪守法、清正廉洁的情况；协调各金融机构党委之间和各金融机构党委与地方党委的关系；完成中央交办的其他工作。
随着中国金融监管体制改革的推进，2002年11月中央金融安全领导小组成立，由中央财经领导小组指导其工作。2003年3月，中共中央决定撤销中央金融工委。此后成立了银监会，新设银监会党委，并对证监会党委、保监会党委的职责作了调整。
2003年建制撤销前，中央金融工委设中央纪委派出机构1个，即中央金融纪律检查工作委员会（简称中央金融纪工委）。设内设机构7个，即办公厅、研究室、组织部、宣传部、统战群工部、中央金融团工委、机关党委。

### 再次设立
2023年3月，根据中共中央、国务院公布的《党和国家机构改革方案》，组建中央金融工作委员会。统一领导金融系统党的工作，指导金融系统党的政治建设、思想建设、组织建设、作风建设、纪律建设等，作为党中央派出机关，同中央金融委员会办公室合署办公。将中央和国家机关工作委员会的金融系统党的建设职责划入中央金融工作委员会。

## 职责
2023年3月重新成立后，根据《党和国家机构改革方案》，中央金融工作委员会统一领导金融系统党的工作，指导金融系统党的政治建设、思想建设、组织建设、作风建设、纪律建设等，作为党中央派出机关，同中央金融委员会办公室合署办公。将中央和国家机关工作委员会的金融系统党的建设职责划入中央金融工作委员会。

## 机构设置
- 组织局[14]

……

## 历任领导
| 书记 - 温家宝（1998年6月—2003年3月，中共中央政治局委员、中央书记处书记、国务院副总理） - 何立峰（2023年11月—，中共中央政治局委员、国务院副总理） | 分管日常工作的副书记 - 王江（2023年11月—，中央金融办分管日常工作的副主任兼，正部长级） 副书记 - 阎海旺（1998年6月—2003年3月） - 陈玉杰（2000年2月—2003年1月） - 谢旭人（2000年2月—2001年11月） - 王成铭（2000年2月—2003年3月） - 戴相龙（2001年6月—2002年12月） - 李伟（2003年1月—3月） - 秦斌（2023年11月—） |

## 中央金融纪检监察工委
中央纪律检查委员会国家监察委员会中央金融纪检监察工作委员会，简称中央纪委国家监委中央金融纪检监察工委，是中国共产党中央纪律检查委员会、中华人民共和国国家监察委员会的派出机构，负责领导金融系统、中央金融企业纪律检查和国家监察工作。

### 沿革
2023年3月重新成立中央金融工委后，相应组建中央纪律检查委员会国家监察委员会中央金融纪检监察工作委员会，负责领导金融系统、中央金融企业纪律检查和国家监察工作。

### 历任领导
中央金融纪检监察工委书记
- 王卫东 二级副总监察官（2024年7月－）